# L'empleada del mes
L'empleada del mes (títol original en francès, L'employée du mois) és una pel·lícula de comèdia negra dirigida per la belga Véronique Jadin estrenada el 2021. S'ha doblat i subtitulat al català.

## Argument
L'Inès (Jasmina Douieb) es comporta com una empleada model en el seu treball com a venedora de productes de neteja, tot i que el seu treball no és reconegut ni pagat adequadament. És l'única dona a l'equip de personal d'EcoCleanPro, una empresa sexista i retrògrada. Fa el que sigui perquè tot funcioni, fins i tot reemplaçar el paper higiènic que els seus companys de feina semblen no poder fer per ells mateixos. Demana al seu cap, en Patrick (Peter Van den Begin), un augment de sou. Alimentada per la injustícia i sota la mirada de la Melody (Laetitia Mampaka), la nova becària, la situació es descontrola. Un accident fa que les dues dones hagin de combinar les seves habilitats per solucionar els problemes.

## Protagonistes
- Jasmina Douieb
- Peter Van den Begin
- Philippe Résimont
- Laurence Bibot
- Alex Vizorek
- Laetitia Mampaka

## Producció
Es tracta d'una pel·lícula de Velvet Films en coproducció amb screen.brussels, RTBF, BeTV/Voo i BNP Paribas Fortis Film Finance, amb el suport del Wallonia-Brussels Federation Film Centre.

## Festivals
La pel·lícula va ser seleccionada per a la seva estrena al Festival de Cinema de Tribeca de 2022, i va participar en el 26è Festival FanTasia del Canadà. A Espanya, es va estrenar el novembre de 2022 al Festival de Cinema de Gijón.

## Premis
- Premi d'interpretació a Jasmina Douieb i premi de Lieja al Festival Internacional de la Comèdia de Lieja (2022).[10]